# Amblyornis subalaris
Amblyornis subalaris es una especie de ave paseriforme, perteneciente a la familia Ptilonorhynchidae, del género Amblyornis.

## Localización
Es una especie de ave que se localiza en Nueva Guinea.